# Arne Olson
Karl Arne Evert Olson, född 29 juni 1918 i Dalsjö, Stora Tuna socken, Kopparbergs län, död 2 februari 2006 i Borlänge, var en svensk dekoratör, målare och tecknare.
Han var son till kakelugnsmakaren Ollas Anders Olsson och Brita Jonsdotter och från 1945 gift med Signe Greta Johansson. Olson studerade konst för Louis Lindholm och Åke Pernby samt under studieresor till Spanien, Frankrike och London. Han medverkade i samlingsutställningar arrangerade av Dalarnas konstförening. Hans konst består av stilleben, figurer, porträtt och landskap utförda i olja, pastell eller akvarell.